# Babiloni csillagászat

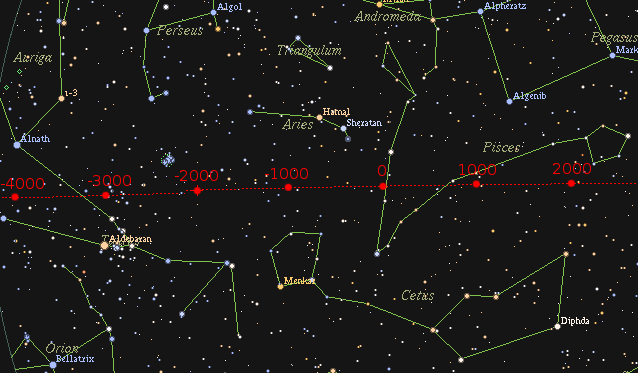
A tavaszpont vándorlása az égbolton

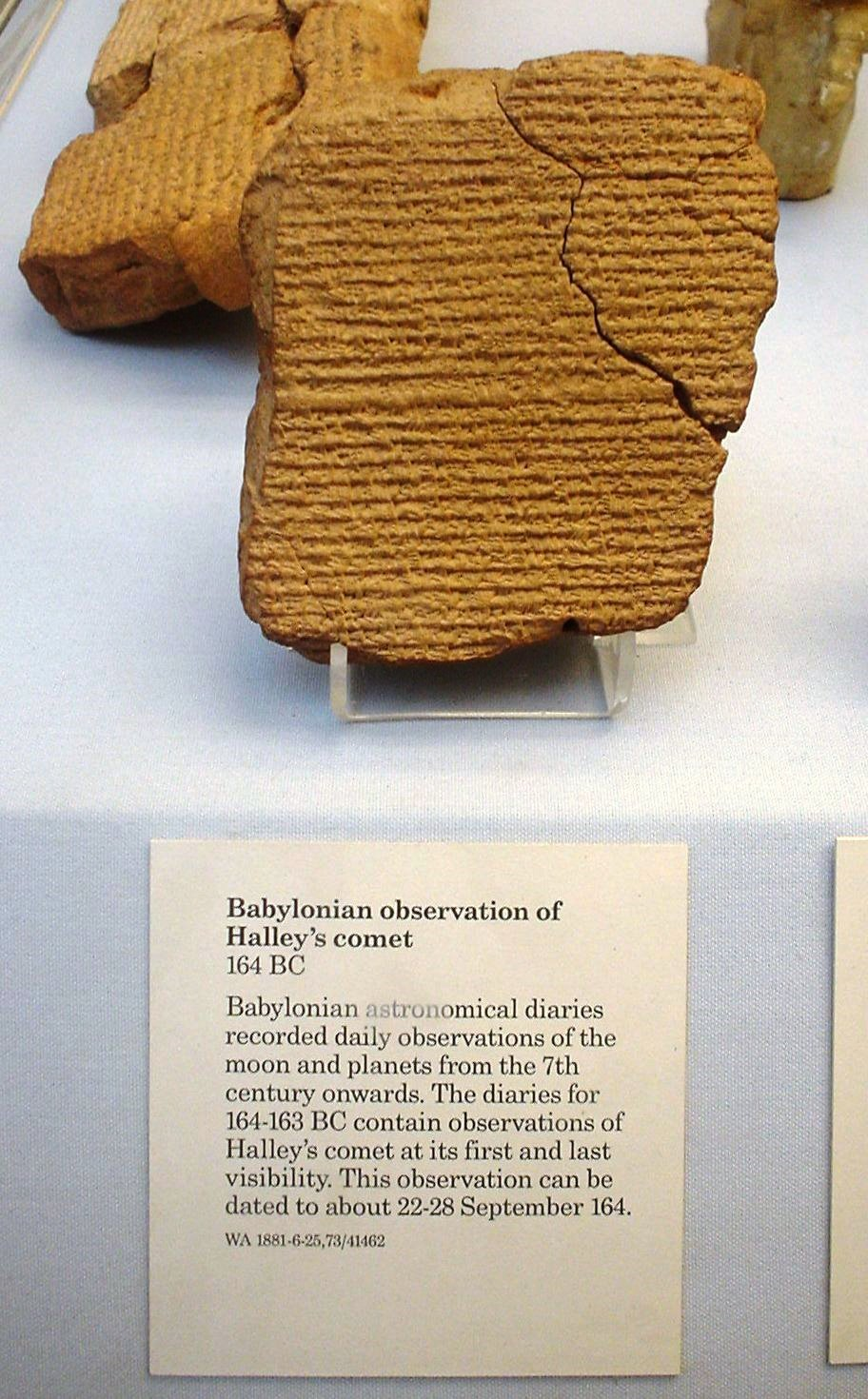
A Halley-üstökös i. e. 164 szeptember 22-28. közötti feltűnésének leírása ékírásos agyagtáblán

A babiloni csillagászat kezdetben nem tudományos célokat, hanem gyakorlati és vallási célokat szolgált. Feljegyzéseik nagy számban, de töredékesen, ékírással teleírt agyagtáblákon maradtak fenn, melyek nagy része még lefordítatlan. A táblák egy része ma a British Múzeumban található.

## Története
A kereskedelemnek szüksége volt naptárra, amivel a napokat azonosítani tudták (az agyagtáblák túlnyomó többsége gazdasági jellegű nyilvántartást vagy szerződést tartalmaz). A számok írását hatvanas számrendszerben végezték. Ez valamikor az i. e. 3. évezredben alakult ki, korábbi eredete tisztázatlan.
A mezőgazdaságnak is szüksége volt naptárra, amihez a tavaszi vetés és az őszi betakarítás idejét időzíteni tudták, különben a túl korai vagy késői műveletek következménye a kevesebb termés volt, ami tömeges éhínséget okozott. Az óbabiloni civilizáció (a legkorábbi időszakban ez alatt a sumer civilizáció értendő) ekkor már nagy létszámú lakossággal rendelkező városokból állt, akik élelmezését szervezetten kellett megoldani. Szakértők véleménye szerint az adott lakosságszámot és azok koncentrációját tekintve a babiloni naptár valamikor az i. e. 5. évezred és az i. e. 1. évezred között alakult ki.
Mint az égbolt legfeltűnőbb alakzata, a Nap kelése, lenyugvása és újbóli kelése meghatározta a nap hosszát. Éjszaka legfeltűnőbb a Hold volt, aminek szabályosan egymás után következő fázisai megadták a holdhónap hosszát. A nappali időszakot gnómon használatával 12 egyenlő részre osztották. A felosztást később kiterjesztették az éjszakára is, így kiadódott, hogy a nap 24 órából áll. Az eltelt időt az i. e. 7. századtól kezdve vízórával mérték, ennek pontossága napi 1 perc volt. A gnómon segítségével egyes évszakok is meghatározhatók voltak, ugyanis ha a pálca árnyékának hosszát megmérték délben (amikor a nap folyamán a legrövidebb volt), akkor az év során nyár közepén adódott legrövidebbnek, míg leghosszabbnak tél közepén.
Az éven belüli dátum meghatározására volt másik eszköz is, az éjszakai égbolt. A csillagok egymáshoz képest nem változtatták helyüket, azonban az év során az egész égbolt látszólag egy teljes elfordulást végzett; voltak nyári csillagképek és téli csillagképek.
Logikus volt arra gondolni, hogy ha az égboltról leolvasható, mikor kell vetni és aratni, akkor olyan eseményekre is meg lehet tudni előre a választ, hogy lesz-e éhínség vagy áradás, kell-e készülni háborúra? Az égbolt megfigyelését a vallás papjai végezték, az ún. zikkuratok tetejéről.
I. e. 1000 körüli feljegyzések szerint (amiket agyagtáblákon rögzítettek) sikerült a holdfogyatkozások időpontját meglehetős pontossággal előre kiszámítani. A bolygók mozgásáról addigra több száz év alatti feljegyzés gyűlt össze. A Babilóniában feljegyzett legrégibb napfogyatkozás i. e. 763. június 15-én volt, holdfogyatkozások megfigyeléséről i. e. 747 óta vannak adatok. A holdfogyatkozások (és később a napfogyatkozások) időpontjának kiszámításához a jóval később szároszciklusnak nevezett ismétlődést használták fel. Ugyanis észrevették, hogy 223 szinodikus hónap után (ez 18 év és 11,3 nap) a hold- vagy  napfogyatkozás megismétlődik. Vagyis ha volt egy fogyatkozás i. e. 603 május 18-án hajnalban, akkor kellett lennie i. e. 585 május 28-án is, naplementekor.
A szároszciklus felismerése nem volt kis teljesítmény. Egy időben megközelítőleg 40 szároszciklus fut. Bármelyik fogyatkozás láthatósága nagyon változékony, sok helyről nem is látható. Felismerésükhöz nem elég néhány éves vagy évtizedes folyamatos megfigyelés (még akkor sem, ha állandóan tiszta az ég).
Az éjszakai égbolton volt öt „vándorló csillag” (az akkor ismert bolygók); fényük legalább olyan erős, mint a legfényesebb csillagoké, de mozgásuk furcsa és megjósolhatatlan: a Mars, a Jupiter és a Szaturnusz az ekliptika síkjában mozognak (mint a Nap és a Hold), egy darabig egy irányba, majd megállnak és elindulnak az ellenkező irányba. A Merkúr és a Vénusz mindig azonos irányban mozog, és csak hajnal előtt, vagy naplemente után láthatók. A Vénusz megfigyelését (Ammi-szaduqa tábla (i.e. 1646-1626)) körül kezdték, kelésére és nyugvására vonatkozó 8 (igazított hold) éves ciklust vettek észre. A Vénusz bolygó szinodikus keringési idejére 583,91 napot kaptak, míg a ma elfogadott érték 583,92.
Az égboltra úgy tekintettek, mint az istenek lakhelyére; a Napot, a Holdat és az öt bolygót isteneik után nevezték el. Felmerült az az igény, hogy az istenek viselkedését kifürkésszék és előre jelezzék. Így alakult ki a ma asztrológia néven ismert megfigyelő és leíró rendszer. Hitük szerint az emberek sorsát a csillagok és bolygók viselkedése határozta meg, mert másképpen nem tudták megmagyarázni, hogy például egyszer jobb, máskor rosszabb a termés, továbbá az igen gyakori háborúk kimenetele is sokszor előre nem látható módon alakult. Adódott a következtetés, hogy ezeket az eseményeket felsőbb hatalmak befolyásolják.
Az Észak-Mezopotámiából származó asszírok i. e. 800 körül leigázták Babilont, átvették kulturális és tudományos eredményeit. Az égboltot abból a célból tanulmányozták, hogy abból isteni jelzéseket olvassanak ki. (az asszírok már i. e. 1234-ben is megtámadták Babilont, de az a hódításuk nem volt tartós)
| égi objektum     | istenség                      |
| ---------------- | ----------------------------- |
| Nap              | Samas                         |
| Merkúr           | Nabú (Enlil előtte)           |
| Vénusz           | Istár (Innin / Inanna előtte) |
| Mars             | Nergal                        |
| Jupiter          | Marduk                        |
| Szaturnusz       | Ninurta                       |
| Orion csillagkép | Gilgames                      |

A babiloniaiak az i. e. 5. században bevezették az állatöv fogalmát: az égboltot 12 egyenlő, függőleges sávra osztották a 12 hónapnak megfelelően, ezek 30° szélességű részek voltak. A 30° szélességű sávokat a hozzájuk legközelebbi csillagkép után nevezték el.
A zodiákus év az az időtartam, ami alatt a Nap a csillagképek előtt egy teljes kört megtesz, mai szóhasználattal ez a sziderikus év és valójában a Föld tesz meg egy teljes keringést a Nap körül. Ennek hossza 365,256363051 SI nap. Ezzel szemben a mindennapi életben használható tropikus év az az időtartam, mely a fiktív egyenlítői középnap két egymást követő tavaszpont-áthaladása között eltelik, hossza 365,24218967 SI nap. A különbség a kettő között 0,0142 nap, vagyis 0,34 óra, aminek a babiloniaiak nem lehettek tudatában.
A Föld precessziója miatt, aminek ciklusa 25 800 év, a csillagképek nyugati irányban vándorolnak. Amikor a babiloniaiak bevezették az állatöv fogalmát, az év kezdetén, ami a tavaszpontra esett, az állatöv első jegye a Bika volt. Állandó jelzője ezért nem csak „az égi bika” volt, hanem „a vezető bika” is. Az ókori görögök idejére az állatöv első jegye a Kos csillagkép lett, jelenleg pedig a Halakban van. Nagyjából 2150 év alatt mindig a következő állatövi jegy lesz az „uralkodó”.
Az i. e. 5. század körül kiderült a megfigyelési adatokból, hogy az első újhold pozíciója a kiszámítotthoz képest periodikusan eltér. A jobb közelítés érdekében ezért először két konstanst alkalmaztak, amit egy alapként meghatározott értékhez hozzáadtak a Hold mozgásának megfelelően (A-rendszer). Később ezen finomítottak (ez valószínűleg Kidinnu munkája volt) oly módon, hogy egy naponta változó, lineárisan növekvő majd csökkenő függvényt alkalmaztak (B-rendszer).
A babiloniaiak nem foglalkoztak az égbolton látható objektumok mozgásának magyarázatával, nem kerestek okokat. Megelégedtek azzal, hogy a Nappal, a Holddal és kisebb mértékben a bolygókkal kapcsolatos eseményeket előre jelezni tudták. Ezt az eljárást ezért matematikai csillagászatnak nevezik. Erre azért is szükség volt, ha az égbolt adott objektuma a kérdéses időpontban felhős idő, vagy más okból nem volt megfigyelhető. Világszemléletük lényegében geocentrikus volt.
Az i. e. 4. században naptárreformot hajtottak végre, ami valószínűleg Kidinnu munkáján alapult. Ez az addig használt Metón-ciklusnál négyszer hosszabb, 76 éves ciklust alkalmazott a plusz hónapok beiktatására, így az év hossza még pontosabban követte a tropikus év hosszát. Az új rendszert i. e. 331-ben már biztosan alkalmazták, ekkor foglalta el Nagy Sándor Babilon városát. Tudományos tanácsadója, Kalliszthenész elrendelte, hogy a csillagászati feljegyzéseket fordítsák le görög nyelvre. Az új ismereteket az ókori Görögországban azonnal alkalmazni kezdték: Kallipposz görög csillagász újraszámolta a holdhónap hosszát és új naptárat javasolt (ez volt a róla elnevezett Kallipposz-ciklus, ami 76 évből állt). Az új naptár i. e. 330-ban kezdődött, mindössze nyolc hónappal Babilon elfoglalása után.
Valószínűnek látszik, hogy Kidinnu felismerte a precesszió jelenségét, mivel tudnia kellett, hogy a legendás babiloni király, Hammurabi (i. e. 1792-i. e. 1750) idejében a Föld forgástengelye a Kis Medve csillagkép belsejébe mutatott, Kidinnu idejére azonban ez az irány a csillagképtől eltávolodott, a Kis Medve és a Sárkány csillagkép közé mutatott, tehát a Föld tengelye elmozdult a két időpont között. Hipparkhosz görög csillagásznak (i. e. 2. század) tulajdonítják a precesszió leírását, azonban az is ismert, hogy ő a következtetéseit a görögre fordított babiloni megfigyelések adataira alapozta.
I. e. 170-ből származó agyagtáblák tanúsága szerint a Nap mozgásáról azt állapították meg, hogy az ekliptika mentén való mozgása során a sebessége 30° / szinodikus hónap az ekliptika 194°-a mentén, a maradék 166°-on pedig 15/16 x 30°. Ez feltételezi, hogy 12,36889 (12 83/225) szinodikus hónap van egy sziderikus évben (360° megtételekor), vagyis 2783 szinodikus hónap 225 sziderikus évben. Feltételezve, hogy az átlagos szinodikus hónap 29,530594 nap (29d 12h 44m 3 1/3s), ebből adódik, hogy a sziderikus év hossza 365,260637 nap (365d 6h 15m 19s), ami mindössze 6 perccel hosszabb a ma ismert értéknél.
Egy i. e. 130-ból származó agyagtábla szerint a Nap sebessége egy szinodikus hónapon belül lineárisan változik 30° 1' 59’’-től 28° 10' 39 2/3’’-ig, majd vissza. Az eltérés 0° 18'. Ebből az átlagos sebesség egy szinodikus hónapra 29° 6' 19 1/3’’ (a jelenleg ismert érték 29° 6' 20 1/5’’, amihez képest az eltérés csekély). Az átlagos napsebességgel számolva 12,368851 szinodikus hónap tölti ki a 360°-ot jelentő sziderikus évet.
0° 18’ változással számolva szinodikus hónaponként 12,369136 szinodikus hónapra van szükség, hogy a Nap sebessége a maximumtól a minimumig változzon és vissza, ami több, mint a 360 megtételéhez szükséges sziderikus év hossza. Azt az időtartamot, amíg a Nap sebessége a maximumtól a minimumig változzon és vissza, anomalisztikus évnek nevezzük.
Az i. e. 2. századra elfogadott érték a szinodikus hónap hosszára 29d 12h 44m 3 1/3s (29,530594 nap). Leghosszabb értéke 29d 17h 57m 48 1/3s, míg a legrövidebb 29d 7h 30m 18 1/3s.
Az utolsó csillagászati feljegyzések („almanach”-ok) i. sz. 70-ből származnak. Ekkorra a babiloni csillagászat módszereit átvette a görögül beszélő tudóstársadalom. Ez volt az alapja a görög-római asztrológiának is (az időközben eltolódott csillagkép-nevekkel).
A babiloni csillagászat eredményei nem tűntek el nyomtalanul a Babiloni birodalommal együtt, azokat ismerték az ókori görögök, indiai és arab tudósok, akik közvetítésével hatással voltak az európai tudományos és mindennapi életre is.

## Elért eredmények
- Hatvanas számrendszer
- Babiloni naptár
- Vízóra
- A csillagképek meghatározása és elnevezése, az állatöv fogalma
- Holdfogyatkozások és napfogyatkozások megfigyelése és pontos feljegyzése
- A Vénusz beazonosítása (kóbor bika), láthatósága megfigyelése, átlagolása.
- A szároszciklus felismerése
- Metón-ciklus és Kallipposz-ciklus felismerése
- A precesszió jelensége

## A Vénusz megfigyelése
A babioni agyagtáblákon a Vénusszal kapcsolatos csillagászati észlelések és következtetések is rögzítve vannak. A Vénusz láthatóságának jelei 59 esetben azonosítva vannak az Assur-bán-apli ninivei könyvtárából. A 10. jel az Ammi-szaduqa táblán omen-szöveg gyűjtemény része. A láthatóság az előjel (első vagy utolsó; keleten vagy nyugaton) jóslat a következmény. (#1) 11. hó (Sabátu) 15-én Vénusz (Ninszianna) nyugaton eltűnt, 3 napig nincs, 18-án keleten látszik: megnyílnak a források - eső; áradás; béke. (#11) 3. hó (Szimánu) 11-én Vénusz (Ninszianna) nyugaton eltűnt, 9 hónap (és) 4 napig nincs, 12. hó (addaru) 15-én keleten látszik: hadüzenet. A nemlátszás (Nap mögött) Föld-közelben 9 vagy 20 nap; távolban 55-75 nap. A láthatóság mintegy 8 hónap. A tábla csillagászati ideje i.e. 2. évezred Ammi-szaduqa király 8. éve. A Vénusz szinodikus periódusa (visszatérése) 5 (szoláris/nap) év. A babiloni holdévben 8. év, 4 nappal korábban. A Hold változása nyomán ismerték fel a Vénusz (Ninszianna) kettősségét. Tudták, hogy mindkettő ugyanaz a bolygó (kódorbika).

## Ismert csillagászok
Név szerint csak három babilóniai csillagászt ismerünk, akiket ezért érdemes kiemelni, ők: Naburiannu (i. e. 491 körül), Kidinnu (i. e. 379 körül) és  a pergamoni I. Attalosz pergamoni király udvari csillagászaként működő Szudinesz (i. e. 240-től).

## Kulturális hatások
- Az iszlám naptár jelenleg is a babiloni naptár beosztását használja